# ألوان الوحدة العربية

علم الثورة العربية المستعمل في الحجاز و ألوان القومية العربية

علم التحرير العربي المستعمل في مصر

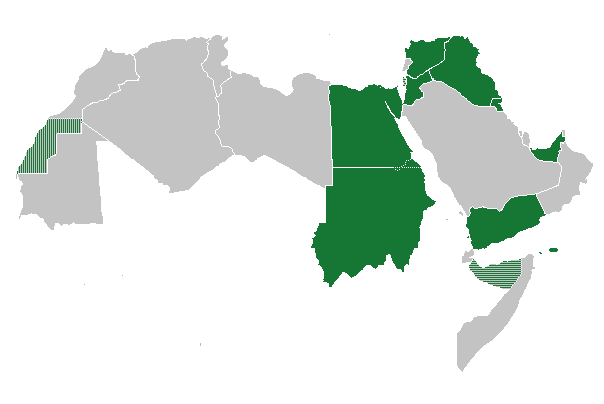
الدول العربية التي تستخدم ألوان الوحدة العربية.

ألوان الوحدة العربية هي الألوان المستخدمة في العديد من أعلام الدول العربية سواء المستخدمة حالياً أو السابقة، وهي الأحمر والأسود والأبيض والأخضر. استخدمت الألوان في علم الثورة العربية في الحرب العالمية الأولى، حيث دلت الألوان الأسود والأخضر والأبيض على الخلافة العباسية و‌الراشدية و‌الأموية على التوالي، فيما دل اللون الأحمر على دم الشهداء. واستخدمت هذه الألوان لاحقاً في رايات عدة دول عربية، مثل الأردن و‌العراق و‌الكويت و‌سوريا و‌فلسطين.
ألوان العلم مقتبسة من البيت الشعري للشاعر العراقي صفي الدين الحلي:
على اليسار يوجد مثلث أحمر يتصل بثلاثة خطوط أفقية وهي سوداء وخضراء وبيضاء.
- الأحمر يدل على «البيت الهاشمي» لنبي الإسلام محمد.
- الأسود يدل على الخلافة الراشدة والدولة العباسية في بغداد (750–1258)
- الأخضر يدل على الخلافة الراشدة والدولة الفاطمية في القاهرة (973–1171)
- الأبيض يدل على الخلافة الراشدة والدولة الأموية في دمشق (661–750)

## الأعلام الحالية التي تستخدم ألوان الوحدة العربية

### دول ذات سيادة

الأردن
علم الإمارات العربية المتحدة[4]
السودان
سوريا
العراق
مصر
الكويت
اليمن

### دول غير معترف بها أو معترف بها جزئياً

الجمهورية العربية الصحراوية الديمقراطية
صوماليلاند
فلسطين[5]

### أعلام ورايات الحكام

علم ملك الأردن
علم ولي عهد الأردن
علم رئيس الإمارات العربية المتحدة
علم رئيس السودان
علم رئيس صوماليلاند
علم رئيس فلسطين
علم رئيس مصر
علم أمير الكويت
علم رئيس اليمن

## أعلام وطنية سابقة استخدمت ألوان الوحدة العربية

الحجاز (1917–20)[6]
سوريا (إدارة أراضي العدو المحتلة، 1918–20)[7]
سوريا (8 مارس 1920 – 24 يوليو 1920)[7]
الحجاز (1920–26)[6]
إمارة جبل شمر (1920–21)[8]
الأردن (1921–28)[9]
العراق (1921–59)[10]
الحجاز (كجزء من مملكة الحجاز ونجد، 1926–32)
الأردن (1928–39)[9]
سوريا (1932–58 و1961–63)،[7] يستخدم حالياً (منذ 2011 فصاعداً) من قبل الحكومة السورية المؤقتة والجيش السوري الحر
فلسطين (حكومة عموم فلسطين، 1948–59)[11]
مصر (1952–1958، يرفع إلى جانب العلم الوطني)
الاتحاد العربي الهاشمي (14 فبراير 1958 – 2 أغسطس 1958)[12]
الجمهورية العربية المتحدة (1958–61)، مصر (1961–72)
العراق (1959–63)
اليمن الشمالي (1962–90)
العراق (1963–91)[13] و سوريا (1963–72)[7]
فلسطين (1964–2006)[11]
اليمن الجنوبي (1967–90)، يستخدم حالياً (منذ 2007 فصاعداً) من قبل الحراك الجنوبي
ليبيا (1969–72)
اتحاد الجمهوريات العربية (مصر (1972–84)، سوريا (1972–80)،[7] و ليبيا (1972–77)
الجمهورية العربية الإسلامية (اقترحت عام 1974، لكنها لم تر النور)
العراق (1991–2004)[13]
العراق (2004–08)[13]
علم الأحواز ( مشيخة المحمرة) 1812_1925

### أعلام ورايات حكام سابقين

علم ملك سوريا (1920)
علم ملك العراق (1930–58)
علم رئيس الجمهورية العربية المتحدة (1958–71)
علم رئيس جمهورية اليمن الديمقراطية الشعبية (1970–90)

## أعلام حركات سياسية وشبه عسكرية عربية استخدمت ألوان الوحدة العربية

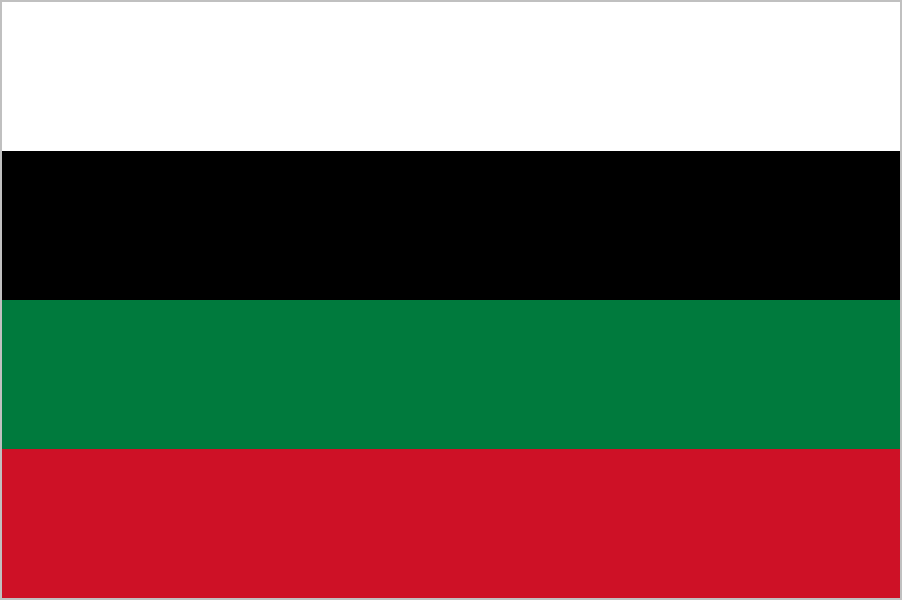
علم "المنتدى الأدبي العربي" في إسطنبول المناصر للحكم الذاتي في العصر العثماني (1909–15)، علم عربي مبكر
علم "جمعية العربية الفتاة" المناصر للحكم الذاتي في العصر العثماني (1911–16)، علم عربي مبكر[15]
علم حزب البعث (1947–الآن)، استخدم أيضًا من قبل الجبهة الوطنية الديمقراطية لتحرير عمان والخليج العربي (نشطت من 1969–71)
علم الجبهة القومية اليمنية للتحرير (1963–78)، جبهة تحرير ظفار (1965–68)، والجبهة الشعبية لتحرير الخليج العربي المحتل (1968–74)
علم الجبهة الشعبية لتحرير عمان (1974–92)
علم جمهورية حضرموت اللذي رفعة ضباط الجيش البدوي الحضرمي الرافضين وحدة حضرموت مع اليمن الجنوبي من 1967 إلى 1969
علم يستخدم من قبل الانفصاليون وأنصار الحكم الذاتي العرب في خوزستان، إيران[16]
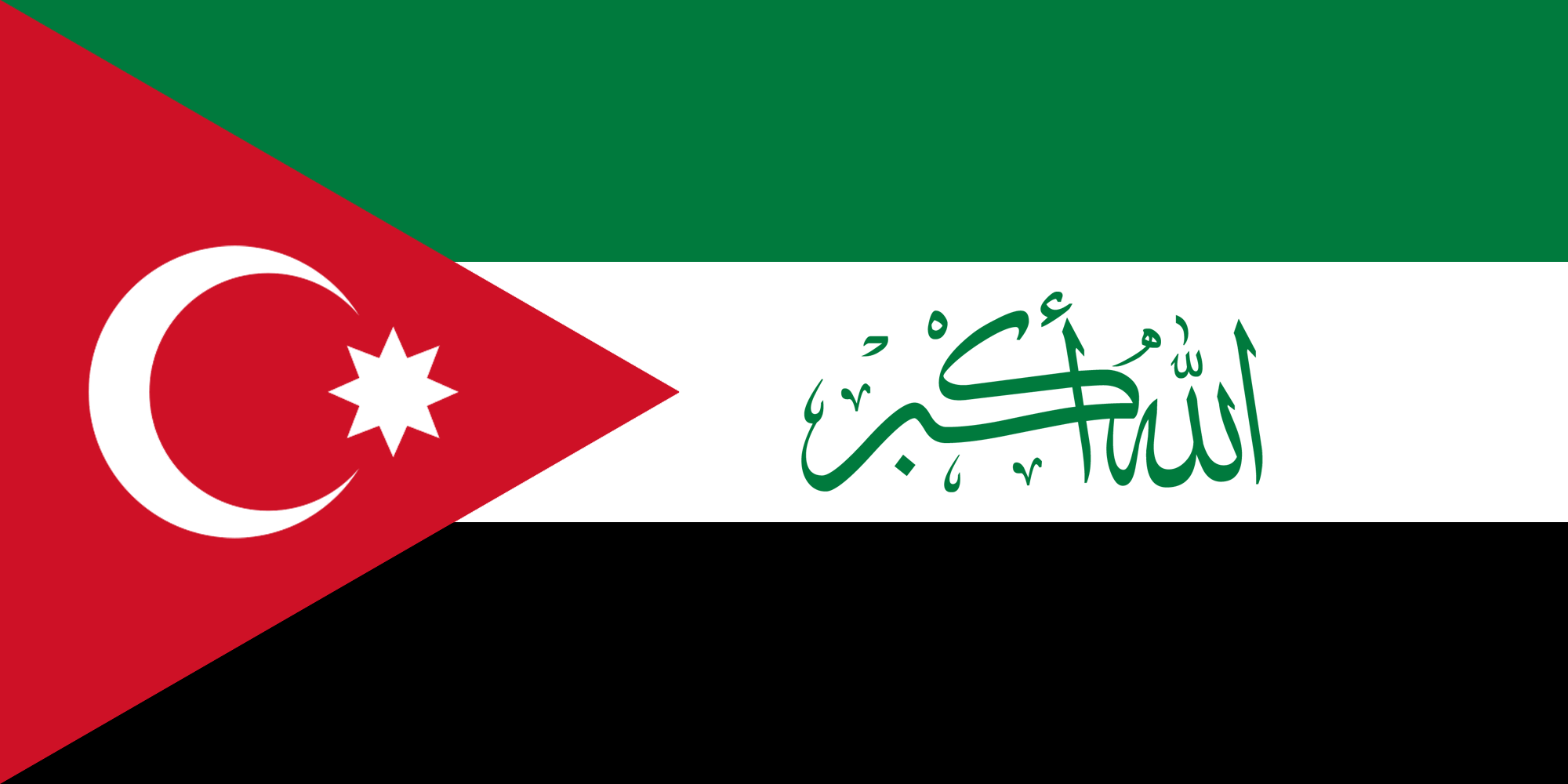
علم يستخدم من قبل المجلس الوطني الأحوازي الانفصالي في خوزستان، إيران
علم جبهة تحرير دارفور (2002–الآن)
علم سوريا
علم الحركة العربية الأزوادية (2012–الآن)
علم مدينة القدس
علم حكومة الإنقاذ السورية (2018–الآن)

## أعلام غير عربية تشبه ألوان الوحدة العربية

علم الإمبراطورية الألمانية (1871–1918)
علم شعب أورومو
علم الحزب الديمقراطي الاشتراكي الصيني (1946–الآن)
علم مملكة فايكسلاند (2005–2018)
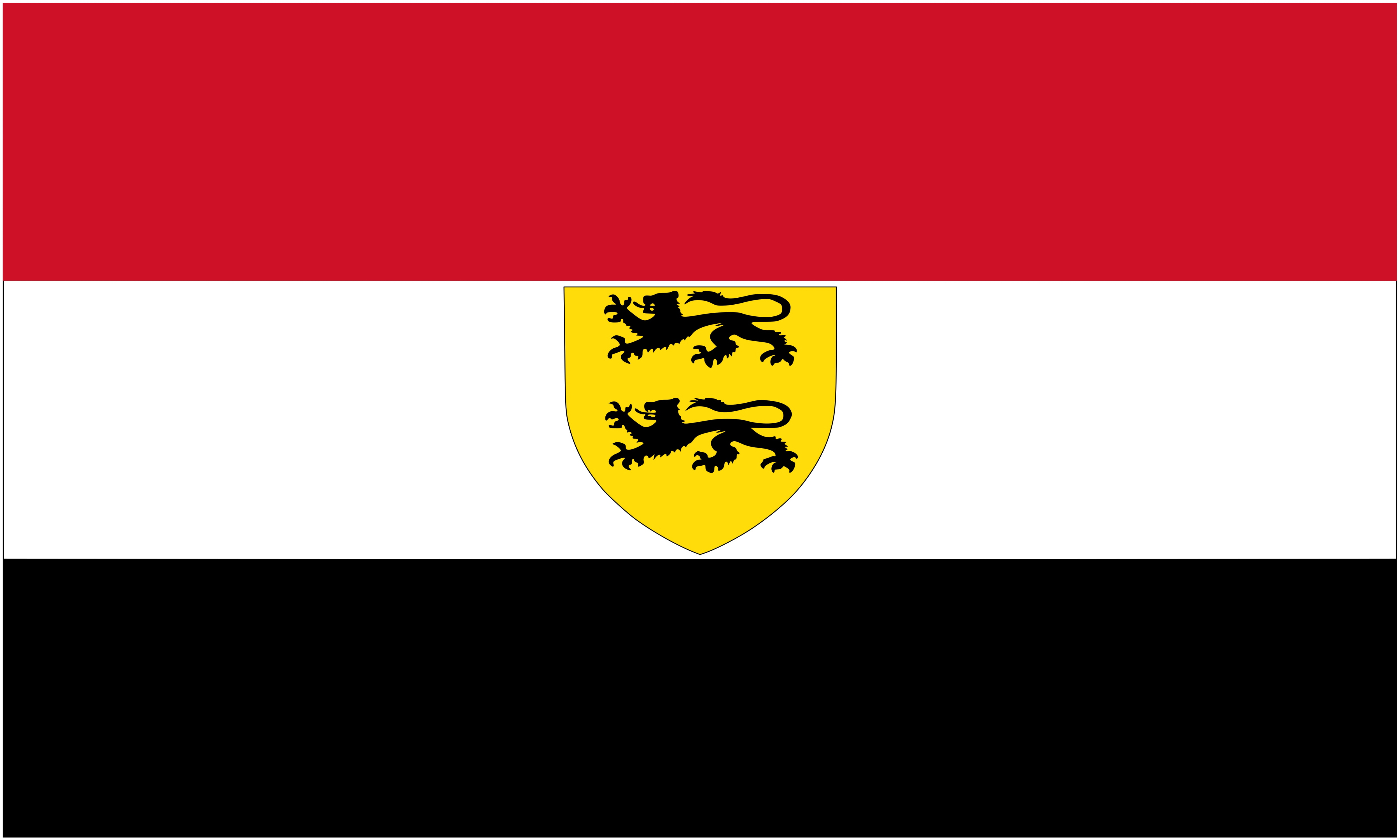
علم دوقية فلاندرينسيس الكبرى (2008–الآن)